# Jesús Alonso Burgos
Jesús Alonso Burgos (Palencia, 1952-Manresa, 21 de julio de 2024) fue un poeta y ensayista español.

## Biografía
Licenciado en Derecho por la Universidad de Valladolid. Tras finalizar los estudios universitarios, trabajó una breve temporada como crítico literario en el Diario Regional de Valladolid, trasladándose posteriormente a Cataluña, comunidad en la que reside desde entonces, ejerciendo la profesión de abogado.
Como poeta su obra ha evolucionado desde un culteranismo inicial a una poesía de sencillez formal extrema y profundamente intimista. Su obra poética ha recibido diversos premios y figura en varias antologías.
Su obra ensayística comprende estudios de historia social; estudios de hermenéutica literaria; y estudios de crítica e historia cultural sobre los mitos de la creación del hombre (Adán, Prometeo, el Golem, etc.) y la creación de vida artificial, (títeres, autómatas, robots, clones, cyborgs), especialmente tal y como se presentan en los mitos de origen, las religiones, la filosofía, la literatura y el cine.  
Ha colaborado en prensa diaria, así como en revistas especializadas, tanto de literatura como de filosofía.

## Obras

### Poesía
- Inventario y poemas (Bilbao, 1975 - Barcelona, 1979).
- La estrategia del viaje (Madrid, 1980).
- Navegaciones y naufragios (Cuenca, 1987).
- Escenas de la Ciudad Celeste (Madrid, 1995).
- Dos poemas (Málaga, 1997).
- Paraíso y exilio (Palencia, 2009).
- Estrategias de la usura (Madrid, 2011; Premio Internacional de Poesía San Juan de la Cruz).
- La tierra deshabitada (Lekunberri, 2016; Premio de Poesía Ángel Urrutia).
- Laberintos del tiempo (Ourense, 2022; Premio de Poesía Eloy Lozano).

### Ensayo
- El luteranismo en Castilla durante el siglo XVI (Madrid, 1983).
- Formas simbólicas de lo religioso (Madrid, 1989).
- La familia del Dr. Frankenstein. Materiales para una historia del hombre artificial (Jaén, 2007).
- Blade Runner. Lo que Deckard no sabía (Madrid, 2011; Premio Ignotus al mejor libro de ensayo).
- La llamada al testigo. Sobre el Libro de Job y El proceso de Franz Kafka (Sevilla, 2014).
- Teoría e historia del hombre artificial. De autómatas, cyborgs, clones y otras criaturas (Madrid, 2017).

### Otras
- Edición crítica de Figuras delincuentes y Figuras delincuentes en el Quijote, de Constancio Bernaldo de Quirós (Jaén, 2008).
- Sobre clérigos y letrados, teologías y libros, en la obra colectiva El viaje de los libros prohibidos (Valladolid, 2015).